# Rodolphe Trouilleux
 (août 2017).
Si vous disposez d'ouvrages ou d'articles de référence ou si vous connaissez des sites web de qualité traitant du thème abordé ici, merci de compléter l'article en donnant les références utiles à sa vérifiabilité et en les liant à la section « Notes et références ».
Rodolphe Trouilleux, né en 1959 aux Batignolles (17e arrondissement de Paris), est un historien de Paris et écrivain français.
Il a publié plusieurs ouvrages sur la capitale et son histoire. 

## Biographie
Rodolphe Trouilleux, flâneur parisien depuis son plus jeune âge, a commencé à étudier sérieusement l'histoire de Paris dès l'âge de 18 ans. Tout en suivant les séminaires de l'archéologue Michel Fleury et de l'historienne Jeanne Pronteau, il a commencé des recherches approfondies sur son arrondissement de naissance, le 17e, défrichant un terrain historique pratiquement vierge. En effet, très curieusement, le 17e était considéré comme un arrondissement dénué d'intérêt, tout simplement parce que des études sérieuses sur son passé n'avaient jamais été engagées. Faisant de nombreuses découvertes, Rodolphe Trouilleux fonda vers 1984 la Société historique pour l'histoire du 17e arrondissement, dont l'existence fut éphémère. 
En 1986, il fut le commissaire de l'exposition présentée à la mairie du 17e arrondissement, « Des Ternes aux Batignolles ». L'exposition présentait des éléments de l'histoire du 17e arrondissement de Paris : évocation de la préhistoire, du château de Monceaux, du château des Ternes, des impressionnistes aux Batignolles, etc.
Son livre Paris Secret et insolite a rencontré auprès du public un gros succès en 1996, au point d'être réédité et enrichi en 2009.
Il a aussi publié de nombreux livres sur Paris, le Palais-royal, Montmartre, des histoires macabres et fantastiques. Par deux fois, il a aussi été pendant quelque temps, l'un des administrateurs de la Société Historique et Archéologique du Vieux Montmartre qu'il a quittée pour convenance personnelle. 
Ses sujets d'étude sont multiples et variés, qu'il s'agisse de publier un manuscrit original de l'avocat du XVIIIe siècle Ducreux, découvert par lui aux Archives nationales, ou d'étudier en profondeur la vie de Philippe de Vendôme (1656-1727), l'histoire des immeubles abritant le Musée de Montmartre, ou la vie et l'œuvre du caricaturiste Cham (1818-1879), etc.
En 2008, il a coécrit le spectacle de rue Verlaine et Mathilde aux côtés du comédien et metteur en scène Jean Grimaud. Il a renouvelé cette collaboration en 2009 avec le spectacle Le Voyage inachevé de Victor Jacquemont (2010), Vidocq en liberté, et en 2011 Vidocq et les diablesses des Batignolles joués dans le cadre du festival « Du rififi aux Batignolles ».
De 2018 à 2023, il fut chroniqueur régulier au journal Le Chat Noir, et, depuis 2020 il est rédacteur influenceur sur le blog Fille de Paname.
- Des Ternes aux Batignolles, promenade historique dans le 17e arrondissement, (coécrit avec Alain Lemoine) catalogue de l'exposition présentée à la mairie du 17e arrondissement et au musée Carnavalet, Paris, Délégation à l'action artistique, 1986, 175 p.
- Guide du promeneur, 17e arrondissement, Parigramme, 1995.
- Robert Ducreux (auteur) et Rodolphe Trouilleux et Jean-Michel Roy (éditeurs scientifiques), Le médecin radoteur ou Les pots pourris : et autres textes, Paris, H. Champion, coll. « Pages d'archives », 1999, 374 p. (ISBN 2-7453-0041-5, BNF 37081177).
- N'oubliez pas Iphigénie : biographie de la cantatrice et épistolière Sophie Arnould (1740-1802), Grenoble, Alzieu, 1999, 350 p. (ISBN 2-910717-00-3, BNF 37693194).
- La basilique du Sacré-Cœur, Paris, Biotop, coll. « Le trois demi », 2001, 70 p. (ISBN 2-84400-251-X).
- La cathédrale Notre-Dame de Paris, Paris, Biotop, coll. « Le trois demi », 2001, 72 p. (ISBN 2-84400-234-X).
- L'Arc de triomphe, Paris, Biotop, coll. « Le trois demi », 2001, 80 p. (ISBN 2-84400-231-5).
- La Tour Eiffel, Paris, Biotop, coll. « Le trois demi », 2001, 80 p. (ISBN 2-84400-232-3).
- Les ponts de Paris, Paris, Biotop, coll. « Le trois demi », 2002, 80 p. (ISBN 2-84400-252-8).
- Histoires insolites des animaux de Paris, Paris, B. Giovanangeli, 2003, 206 p. (ISBN 2-909034-38-0, BNF 38978923).
- Pierre Blanc (auteur) et Rodolphe Trouilleux (préface et introduction), Lettres à Maïou : septembre 1939 - juin 1940, Paris, B. Giovanangeli, 2003, 301 p. (ISBN 2-909034-46-1, BNF 39085905).
- Émile Campardon (1837-1915) et les Archives nationales, Paris, H. Champion, coll. « Histoire et archives », 2005, 110 p. (ISBN 2-7453-1383-5, BNF 40149977).
- "La Marseillaise" : histoire et paroles de l'hymne français, Paris, Biotop, coll. « Le trois demi », 2005, 80 p. (ISBN 2-84400-433-4).
- Montmartre des écrivains, Paris, B. Giovanangeli, 2005, 221 p. (ISBN 2-909034-64-X, BNF 40000234).
- Le Palais-Royal : un demi-siècle de folies, 1780-1830, Paris, B. Giovanangeli, 2010, 255 p. (ISBN 978-2-7587-0048-7, BNF 42167422).
- Paris macabre : histoires étranges & merveilleuses, Bègles, le Castor astral, coll. « Curiosa & caetera », 2011, 301 p. (ISBN 978-2-85920-880-6).
- Paris secret et insolite (photographies de Jacques Lebar), Paris, Parigramme, 2012, 271 p. (ISBN 978-2-84096-744-6).
- Paris fantastique : Histoires bizarres et incroyables, Bègles, le Castor astral, coll. « Curiosa & caetera », 2014 (réimpr. Points, 2017) (1re éd. 2014), 237 p. (ISBN 978-2-85920-982-7).
- Deux sous de vérité : Perles du journal de Jules et Edmond de Goncourt, Bègles, le Castor astral, coll. « les inattendus », 2018 (1re éd. 2018), 191 p. (ISBN 979-10-278-0180-0).
- Aux origines du Musée de Montmartre : De Rosimond à Utrillo, Paris, B. Giovanangeli, 2019, 127 p. (ISBN 978-2-7587-0219-1, BNF 42167422).
- Collectif Les affreux de l'histoire (article Georges-Anquetil), dir. Bruno Fuligni, Paris, First, 2019.
- Paris Toujours!, livre audio, éditions Saga Egmont, 2022.
- Hors-cadre, (combien de chefs-d'oeuvre dorment dans les greniers ?), en collaboration avec Johann Naldi, Paris, Herscher, 2023.